# Saurida filamentosa
Espèce
Statut de conservation UICN

 LC 29 janvier 2013 : Préoccupation mineure
Saurida filamentosa est une espèce de poissons de la famille des Synodontidae.

## Systématique
L'espèce Saurida filamentosa a été décrite pour la première fois en 1910 par James Douglas Ogilby (1853-1925).

## Distribution
Cette espèce se croise dans le Pacifique ouest, au large des côte du Japon, de la Chine, de la Corée du Sud, de la Corée du Nord, de Taïwan et de l'Australie.

## Description
Saurida filamentosa peut mesurer jusqu'à 22 cm.
Cette espèce se trouve principalement sur le plancher océanique au large, à des profondeurs variant généralement de 30 à 100 m.
Il s'agit d'un poisson allongé, à la mâchoire proéminente dont le ventre est clair et dont le dos est gris foncé, ce qui lui permet de se fondre dans son environnement.

## Étymologie
Son épithète spécifique, filamentosa, fait référence à l'apparence de ses nageoires dorsales.

## Comportement

### Parasites
Saurida filamentosa héberge plusieurs endoparasites digènes de la famille des Hemiuridae comme Lecithochirium chaetodontis ou Lecithochirium magnum, ainsi que Erilepturus hamati

## Écologie et environnement
Saurida filamentosa se place généralement sur les sédiments des fonds, où il chasse à l'affût et capture les proies qui passent à proximité.

## Publication originale
- (en) James Douglas Ogilby, « On Some New Fishes from the Queensland Coast. [Title Only] “Endeavour Series, No. 1,” pub. by Aust. Mus », The Proceedings of the Royal Society of Queensland, Brisbane Royal Society of Queensland, no 23,‎ 1911, p. 85-139 (lire en ligne, consulté le 11 juin 2023).